# Радуня (Стенжиця)
Спортивний клуб «Радуня» Стенжиця (пол. Klub Sportowy Radunia Stężyca) — польський футбольний клуб зі Стенжиці, заснований у 1982 році. Виступає у Другій лізі. Домашні матчі приймає на стадіоні «Арена Радуня», місткістю 450 глядачів.

## Відомі тренери
Остап Маркевич (2022—2023)